# Exomalopsis cyclura
Exomalopsis cyclura là một loài Hymenoptera trong họ Apidae. Loài này được Cockerell mô tả khoa học năm 1938.